# PzB M.SS.41
Panzerbüchse MSS-41 — созданное чехословацкими оружейниками противотанковое ружьё, состоявшее на вооружении Германии. Интересной особенностью MSS-41 было то, что оно было выполнено по схеме булл-пап. Кроме того, эти ПТР впервые стали использоваться как дальнобойные снайперские винтовки — в войсках СС существовали специальные команды, вооружённые MSS-41 с оптическими прицелами, основной задачей которых являлось уничтожение огневых точек с дальних дистанций. Под последними подразумевались пулеметные амбразуры ДОТов и ДЗОТов, снайперские позиции, расчёты пулемётов, миномётов и легкой полевой артиллерии.

## История создания
Спроектировано чешской фирмой Waffenwerke Brunn (до оккупации Чехословакии — Zbrojovka Brno) в тесном взаимодействии со специалистами из оружейной академии СС (SS-Waffenakademie) в 1940—1941 годах.

## Описание
Характерной особенностью этого образца было то, что оно было выполнено по схеме булл-пап — ударный механизм и магазин расположены в прикладе позади спускового крючка. Благодаря такой компоновке можно увеличить длину ствола без увеличения общей длины и массы оружия, что положительно сказывается на дальности и точности. По всей вероятности, именно благодаря M.SS.41 схема булл-пап стала довольно популярной среди конструкторов стрелкового оружия.
Во время перезаряжания стрелку, также как и в немецком PzB.39, не требовалось снимать руки с пистолетной рукоятки, поскольку за эту рукоятку он вручную продвигал ствол вперед-назад. Запирание ствола осуществлялось соединительной муфтой, на которой монтировалась пистолетная рукоятка, с собранным спусковым механизмом и предохранителем. В этом ружье отсутствовал затвор в обычном понимании. Затвор являлся частью неподвижного затыльника и сцеплялся со стволом соединительной муфтой, посаженной на ствол на резьбовой посадке. Вращение муфты происходило при движении пистолетной рукоятки управления огнём вперед-вверх. Затем с продвижением рукоятки вперед начиналось движение ствола. Направляющей для ствола с муфтой служил перфорированный кожух. При обратном движении ствол находил на патрон, удерживаемый зацепом выбрасывателя. Поворотом пистолетной рукоятки управления огнём вниз ствол запирался с затвором. Спусковой механизм смонтирован в пистолетной рукоятке, на левой стороне которой имелся флажковый предохранитель. Прицельные приспособления состояли из откидных мушки и прицела, рассчитанного для стрельбы на дальность 500 м. Расположение ствола, ствольной коробки и приклада на одной оси, пружинный амортизатор покрытого резиной плечевого упора (одновременно являвшийся и боевой пружиной), а кроме того, использование однокамерного дульного тормоза закрытого типа свело к минимуму отдачу при стрельбе. Патроны подавались из съемного коробчатого магазина ёмкостью 5—10 патронов. Магазины крепились снизу с левой стороны ствольной коробки. Практическая скорострельность достигала 20 выстр./мин.
Это ружье было более компактным, чем PzB.39, однако его себестоимость была выше, а по бронепробиваемости они были более-менее равны — эффективны против легкой бронетехники, однако бессильны против средних и тяжелых танков.

## На вооружении
- нацистская Германия — несколько тысяч PzB M.SS.41, выпущенных фирмой Waffenwerke Brunn, поступили на вооружение немецких вооружённых сил[1]